# Dowód księgowy
Dowód księgowy – dokument będący podstawą dokonanego zapisu w księgach rachunkowych (np. faktura VAT).

## Treść dowodu księgowego
Ustawa o rachunkowości w art. 21 ust. 1 wymaga, aby dowód księgowy zawierał:
- określenie rodzaju dowodu i jego numeru identyfikacyjnego
- określenie stron (nazwy, adresy) dokonujących operacji gospodarczej
- opis operacji gospodarczej oraz jej wartość, w miarę możliwości określoną także w jednostkach naturalnych
- datę dokonania operacji, a także datę wystawienia dowodu (gdy sporządzono go pod inną datą)
- podpis wystawcy dowodu oraz osoby, której wydano lub od której przyjęto składniki aktywów
- stwierdzenie sprawdzenia i zakwalifikowania dowodu do ujęcia w księgach rachunkowych przez wskazanie miesiąca oraz sposobu ujęcia dowodu w księgach rachunkowych (dekretacja), podpis osoby odpowiedzialnej za te wskazania.

Niektórych z powyższych informacji może na dowodzie księgowym brakować (zgodnie z art. 21 ust. 1a ustawy o rachunkowości), jeśli:
- wynika to z odrębnych przepisów
- wynika to z techniki dokumentowania zapisów księgowych.

## Cechy dowodu księgowego
Zgodnie z ustawą o rachunkowości, dowody księgowe powinny być:
- rzetelne – zgodne z rzeczywistym przebiegiem operacji gospodarczej
- kompletne
- wolne od błędów rachunkowych.

Niedopuszczalne w dowodach księgowych jest dokonywanie wymazywania i przeróbek.
W przypadku prowadzenia ksiąg rachunkowych z wykorzystaniem systemu komputerowego, dowody księgowe mogą również przyjmować formę automatycznych zapisów na podstawie danych źródłowych. Tego rodzaju dowody powinny być w przejrzysty sposób zapisane i zabezpieczone przed zmianami. Muszą zawierać wszystkie wymagane prawem informacje, pozwalać na identyfikację osoby odpowiedzialnej za ich wprowadzenie oraz umożliwiać sprawdzenie ich kompletności i poprawności. System księgowy powinien gwarantować ich integralność przez co najmniej pięć lat.
W przypadku stwierdzenia nieprawidłowości w wewnętrznych dowodach księgowych, może je poprawić, dokonując skreślenia błędnej treści lub kwoty w sposób umożliwiający ich odczytanie. Następnie należy uzupełnić dokument o prawidłowe dane, datę dokonania poprawki oraz podpis osoby uprawnionej do jej wprowadzenia – o ile inne przepisy nie stanowią inaczej. Nie dopuszcza się poprawiania pojedynczych liter czy cyfr.
W przypadku błędów w zewnętrznych dowodach księgowych – zarówno otrzymanych, jak i przekazanych – należy wystąpić do ich wystawcy z pisemnym wnioskiem o sprostowanie, zawierającym uzasadnienie zmian.
W sytuacji, gdy jedno zdarzenie gospodarcze zostało udokumentowane więcej niż jednym dokumentem, kierownik jednostki powinien określić zasady dotyczące ich ujęcia (lub pominięcia) w księgach rachunkowych.

## Rodzaje dowodów księgowych
Wyróżnić można następujące rodzaje dowodów księgowych:
- zewnętrzne własne – przekazane w oryginale kontrahentowi
- zewnętrzne obce – otrzymane od kontrahentów
- wewnętrzne – dotyczące operacji wewnątrz jednostki.

Podstawą do zapisów w księgach rachunkowych mogą być również dowody księgowe:
- zbiorcze – służące do dokonania łącznych zapisów kilku dowodów źródłowych, które muszą być wymienione w dowodzie zbiorczym
- korygujące
- zastępcze – wystawione do czasu otrzymania dowodu zewnętrznego obcego
- rozliczeniowe – ujmujące dokonane uprzednio zapisy według nowych kryteriów klasyfikacyjnych.

## Kontrola dowodów księgowych
Kontrola dowodów księgowych prowadzona jest przez głównego księgowego lub upoważnione przez niego osoby. Potwierdzeniem przeprowadzenia kontroli jest podpis osoby odpowiedzialnej. Wyróżnia się:
- Kontrolę merytoryczną, która polega na zbadaniu danych zwartych w dokumencie pod względem ich zgodności z rzeczywistością, zbadaniu celowości operacji gospodarczej z punktu widzenia gospodarczego, zbadaniu zgodności z przepisami prawnymi.
- Kontrolę formalno-rachunkową, która ma na celu wykrycie wszystkich błędów formalnych oraz rachunkowych.

Dokument księgowy, który zawiera braki lub nieprawidłowości, zwracany jest do odpowiedniej komórki lub osoby odpowiedzialnej w celu dokonania odpowiednich korekt.

## Przechowywanie dowodów księgowych
Dowody księgowe przechowuje się w taki sposób, aby zabezpieczyć je przed niedozwolonymi zmianami, nieupoważnionym rozpowszechnieniem, uszkodzeniem, zniszczeniem. Dowody księgowe przechowywane są w postaci oryginalnej, w określonym porządku w podziale na okresy sprawozdawcze. Mogą być przechowywane:
- w siedzibie firmy,
- poza siedzibą firmy, należy to zgłosić do właściwego urzędu skarbowego w terminie 15 dni od daty ich wydania, w razie kontroli trzeba zapewnić dostępność dokumentów podmiotowi kontrolującemu.

Dokumenty księgowe najczęściej przechowywane są przez okres 5 lat (wyłączając sprawozdania finansowe). Czas przechowywania dokumentów zależny jest od daty przedawnienia zobowiązania podatkowego.